# Filip Barankiewicz
Filip Barankiewicz (* 15. září 1976 Varšava, Polsko) je polský tanečník a baletní pedagog. Od sezony 2017/18 je uměleckým šéfem Baletu Národního divadla.

## Kariéra

### Studium, angažmá
Vystudoval Státní baletní školu ve Varšavě (1995) a začal vystupovat v Lodži a Varšavě. Několik úspěchů na soutěžích a ocenění (medaile Vaslava Nižinského 1991, vítězství na polské národní baletní soutěži 1995 a finále ve Velké ceně Eurovize 1995) mu zajistilo stipendium na Akademii klasického tance v Monte Carlu, kde ho připravovala Marika Besobrasovová, a o rok později angažmá ve Stuttgartském baletu.
Postupně se stal jednou z nejdůležitějších postav celého stuttgartského souboru. Sólistou se stal už v roce 2001 a o pouhý rok později prvním sólistou. Ve Stuttgartu nastudoval několik desítek rolí, včetně klíčových postav baletního repertoáru od romantismu (Albrecht v Giselle, James v Sylfidě), přes klasiku a novoklasiku (princ v Šípkové Růžence, Colas i mamá Simone v Marné opatrnosti Fredericka Ashtona, Serenáda, Čtyři temperamenty a Téma s variacemi George Balanchina ad.) až po choreografie 20. století (Hans van Mannen, John Neumeier, Mauro Bigonzetti, William Forsythe, Dances at a Gathering Jeroma Robbinse, Forgotten Land, Návrat do neznámé země nebo No More Play Jiřího Kyliána ad.). Mnoho příležitostí dostal v novoklasických baletech Johna Cranka, počínaje jeho první rolí ve Stuttgartu vůbec, což byl Benvolio v Romeovi a Julii, přičemž ale záhy zaskočil i jako Romeo. Později nastudoval mnohé další Crankovy postavy, jako byli právě Romeo, Oněgin a Lenskij v Oněginu, princ Siegfried v Labutím jezeru, Petruchio a Hortensio ve Zkrocení zlé ženy. Petruchia označuje za svou nejoblíbenější postavu, na které mohl pracovat v Riu přímo s Crankovými tanečníky Marcií Haydéeovou a Richardem Cragunem. Přímo pro něj stavěli své role choreografové jako Wayne McGregor, Jorma Elo nebo Corinna Spiethová.
Tančil např. se Sue Jin Kang, Terezou Podařilovou, Marií Eichwaldovou, Nikolou Márovou, Polinou Semionovovou, Mijako Jošidovou, Alessandrou Ferriovou nebo Alinou Cojocaruovou.
V létě 2014 se rozhodl ze Stuttgartu po dlouhých 18 letech odejít, dál se věnovat tanci bez stálého angažmá a zahájit novou dráhu pedagoga a choreografa.

### Taneční pedagog
V roce 2003 dokončil studia baletní pedagogiky a začal se věnovat výuce baletu, mj. ve Varšavě, Praze, Stockholmu nebo Helsinkách. Dohlížel také na nová nastudování některých Crankových baletů. V roce 2013 ale odmítl nabídku zaměstnání v Crankově baletní škole ve Stuttgartu.

### Šéf baletu Národního divadla v Praze
Od roku 2003 je stálým hostem baletu Národního divadla v Praze, kde vystupoval mj. jako Siegfried, Petrucchio a Oněgin. Na konci roku 2014 se přihlásil do výběrového řízení na nového uměleckého šéfa baletu Národního divadla. Dalšími kandidáty byli Jiří Bubeníček a Daria Klimentová. Výběrová komise doporučila Barankiewicze a Bubeníčka a generální ředitel divadla Jan Burian potvrdil Barankiewicze do funkce 20. prosince 2014. Nový šéf převezme Balet Národního divadla po Petru Zuskovi od sezony 2017/18. Jeho předchůdce Barankiewiczovu volbu schválil i kvůli znalosti prostředí, do kterého přijde. Stává se tak třetím cizincem, který tuto funkci v Baletu Národního divadla za dobu jeho historie zastává. 
Od 1. září 2016 je baletním mistrem Baletu Národního divadla. 

## Ohlas
Díky svému původu, vzdělání i angažmá se Barankiewicz vypracoval v předního tanečníka klasické a novoklasické školy. Nejednou byly vyzdvihovány kritikou jeho skvělé skoky, které vždy dokázaly nadchnout i publikum.
Jan Burian ho při příležitosti potvrzení do funkce šéfa Baletu Národního divadla označil za uznávanou autoritu v oboru klasického tance. Recenzentka deníku The Australian ho po jeho australském vystoupení ve Zkrocení zlé ženy srovnávala s Rudolfem Nurejevem.